# Livina
Livina (in ungherese Lévna) è un comune della Slovacchia facente parte del distretto di Partizánske, nella regione di Trenčín.